# Tour préliminaire à la Coupe d'Asie des nations de football 1968

Équipes qualifiées
Équipes participantes
Équipes ayant déclaré forfait

Cette page présente le tour préliminaire à la Coupe d'Asie des nations 1968.
Seize pays affiliés à l'AFC s'engagent dans la 4e édition de la Coupe d'Asie des nations. À noter les premières participations dans ces campagnes éliminatoires du Japon, de l'Indonésie et de la Birmanie. Israël, tenant du titre et l'Iran, pays hôte du tournoi final, sont directement qualifiés et ne disputent pas ces éliminatoires.

Ce tour préliminaire concerne 14 équipes asiatiques, réparties en 3 groupes géographiques. Le vainqueur de chacun des groupes est qualifié pour la phase finale. En effet, pour cette édition, 5 équipes sont qualifiées pour la phase finale (contre 4 lors des éditions précédentes)

## Tirage au sort des groupes éliminatoires
| - Groupe 1 : - Birmanie - Cambodge - Inde - Pakistan | - Groupe 2 : - Sud-Vietnam - Hong Kong - Singapour - Malaisie - Thaïlande | - Groupe 3 : - Indonésie - Taipei chinois - Japon - Corée du Sud - Philippines |

## Groupe 1:Birmanie
- Tournoi en Birmanie du 12 au 19 novembre 1967 :

| Rang | Équipe   | Pts | J | G | N | P | Bp | Bc | Diff |  | Résultats |  |     |     |     |
| ---- | -------- | --- | - | - | - | - | -- | -- | ---- |  | --------- |  | --- | --- | --- |
| 1    | Birmanie | 6   | 3 | 3 | 0 | 0 | 5  | 0  | +5   |  | Birmanie  |  | 1-0 | 2-0 | 2-0 |
| 2    | Cambodge | 4   | 3 | 2 | 0 | 1 | 4  | 2  | +2   |  | Cambodge  |  |     | 1-0 | 3-1 |
| 3    | Pakistan | 1   | 3 | 0 | 1 | 2 | 1  | 4  | -3   |  | Pakistan  |  |     |     | 1-1 |
| 4    | Inde     | 1   | 3 | 0 | 1 | 2 | 2  | 6  | -4   |  | Inde      |  |     |     |     |

## Groupe 2:Hong Kong
- Tournoi à Hong Kong du 22 mars au 2 avril 1967 :

| Rang | Équipe      | Pts | J | G | N | P | Bp | Bc | Diff |  | Résultats   |  |     |     |     |     |
| ---- | ----------- | --- | - | - | - | - | -- | -- | ---- |  | ----------- |  | --- | --- | --- | --- |
| 1    | Hong Kong   | 8   | 4 | 4 | 0 | 0 | 9  | 1  | +8   |  | Hong Kong   |  | 2-0 | 2-0 | 3-1 | 2-0 |
| 2    | Thaïlande   | 4   | 4 | 2 | 0 | 2 | 5  | 4  | +1   |  | Thaïlande   |  |     | 0-1 | 1-0 | 4-1 |
| 3    | Sud-Vietnam | 4   | 4 | 2 | 0 | 2 | 4  | 4  | 0    |  | Sud-Vietnam |  |     |     | 0-2 | 3-0 |
| 4    | Malaisie    | 3   | 4 | 1 | 1 | 2 | 4  | 5  | -1   |  | Malaisie    |  |     |     |     | 1-1 |
| 5    | Singapour   | 1   | 4 | 0 | 1 | 3 | 2  | 10 | -8   |  | Singapour   |  |     |     |     |     |

## Groupe 3:Taipei chinois
- Tournoi à Taipei du 29 juillet au 7 août 1967 :

| Rang | Équipe         | Pts | J | G | N | P | Bp | Bc | Diff |  | Résultats      |  |     |     |     |     |
| ---- | -------------- | --- | - | - | - | - | -- | -- | ---- |  | -------------- |  | --- | --- | --- | --- |
| 1    | Taipei chinois | 7   | 4 | 3 | 1 | 0 | 15 | 4  | +11  |  | Taipei chinois |  | 2-2 | 1-0 | 3-2 | 9-0 |
| 2    | Japon          | 7   | 4 | 3 | 1 | 0 | 8  | 4  | +4   |  | Japon          |  |     | 2-1 | 2-1 | 2-0 |
| 3    | Corée du Sud   | 3   | 4 | 1 | 1 | 2 | 9  | 4  | +5   |  | Corée du Sud   |  |     |     | 1-1 | 7-0 |
| 4    | Indonésie      | 3   | 4 | 1 | 1 | 2 | 10 | 6  | +4   |  | Indonésie      |  |     |     |     | 6-0 |
| 5    | Philippines    | 0   | 4 | 0 | 0 | 4 | 0  | 24 | -24  |  | Philippines    |  |     |     |     |     |

## Les qualifiés
- Iran - Pays organisateur (qualifié d'office)
- Israël - Tenant du titre (qualifié d'office)
- Birmanie - Vainqueur du groupe 1
- Hong Kong - Vainqueur du groupe 2
- Taipei chinois - Vainqueur du groupe 3